# Pselaphochernes lacertosus
Pselaphochernes lacertosus es una especie de arácnido  del orden Pseudoscorpionida de la familia Chernetidae.

## Distribución geográfica
Se encuentra en Europa y en Azerbaiyán.